# Парадипломатия
Парадипломатия (англ. paradiplomacy) — международные (внешние, транснациональные, трансграничные) связи субнациональных (нецентральных, региональных, местных) органов власти.
Современная традиция изучения трансграничных связей субнациональных сообществ восходит к 1970-м гг.
Термин «парадипломатия» впервые был использован исследователями, работавшими в области сравнительного анализа модели участия федеральных государств в международных отношениях и роли субъектов федерации в осуществлении её внешней политики. Автором термина считается Иво Духачек.

## Контекст
Парадипломатия может осуществляться как в поддержку, так и в дополнение к проводимой центральным государством дипломатии, либо вступать в конфликт или конкурировать с ней.
Духачек указывает на различие между: а) трансграничной региональной микродипломатией, б) трансрегиональной микродипломатией и в) глобальной парадипломатией, чтобы описать: а) контакты между нецентральными единицами, расположенными через границы в разных государствах, б) контакты между нецентральными единицам без общей границы, но расположенные в соседних государствах и в) контакты между частями, принадлежащими государствам без общих границ. Сводный взгляд на это явление должен также учитывать контакты в широком спектре многосторонних ассоциаций местных органов власти. Нецентральные правительства могут формально развивать официальные международные отношения путем: а) направления делегаций с официальными визитами; б) подписание соглашений, меморандумов о взаимопонимании и других документов; в) участие в международных «местных» форумах; г) создание постоянных представительств или представительств за рубежом. Местные органы власти стремятся к международному сотрудничеству по экономическим, культурным или политическим причинам. В экономической сфере известно, что большинство центральных правительств не могут должным образом помогать местным сообществам во всех их потребностях. Им может не хватать опыта и кадров для полного понимания местных реалий и решения их сложностей. Местные органы власти склонны считать, что центральные власти не проявляют достаточной заинтересованности в оказании им помощи и оказываются вполне способными преследовать свои собственные интересы.
Парадипломатия может быть полезным инструментом во времена кризисов (например, гуманитарных). Затем регионы-партнеры или города помогают другим нуждающимся местным органам власти. Примером может служить то, что украинские города начали получать поддержку от городов-партнеров после незаконной агрессии России в 2022 году. Эта помощь включала финансовую, гуманитарную помощь и поддержку беженцев.

## Городская дипломатия
В последние годы термин «городская дипломатия» получил все большее использование и признание, особенно в качестве направления парадипломатии и публичной дипломатии. Фраза «городская дипломатия» формально используется в работе международной организации «Объединённые города и местные власти» и «Группы по управлению климатом городов С40» и признана Центром общественной дипломатии ОСК. Негосударственные организации могут рассматриваться как парадипломаты, которые имеют ценную, но ограниченную полезность и должны работать только вместе с профессиональными дипломатами. Дебаты в марте 2014 года в британской палате лордов подтвердили эволюцию побратимства городов в городскую дипломатию, особенно в вопросах торговли и туризма, а также в культуре и постконфликтном примирении. Сан-Паулу настойчиво преследует «городскую дипломатию» и стал первым субнациональным правительством в Южном полушарии, которое подписало прямые двусторонние соглашения с Соединенными Штатами Америки и Великобританией.

## Федерализм
Федеративные страны обычно выделяют в своих конституциях, когда дело доходит до внутреннего разделения властей, вопросы, которые входят в компетенцию центральной власти. Обычно это «национальная оборона», «валюта» и «внешние отношения». Однако, поскольку приграничные контакты становятся императивом для субнациональных сообществ, дипломатия все больше становится децентрализованной прерогативой. Некоторые государства официально признают интересы, которые их политические и административные единицы имеют во внешней политике, и, соответственно, установили необходимую правовую основу на конституционном уровне. Правовые положения по этому поводу присутствуют в конституциях следующих федераций:
- Аргентина
- Австрия
- Бельгия
- Германия
- Россия
- Швейцария
- США